# Dictenidia inaequipectinata
Dictenidia inaequipectinata är en tvåvingeart som beskrevs av Alexander 1934. Dictenidia inaequipectinata ingår i släktet Dictenidia och familjen storharkrankar.
Artens utbredningsområde är Taiwan. Inga underarter finns listade i Catalogue of Life.